# Аяла, Себастьян
Хоан Себастьян Аяла Санабрия (исп. Jhoan Sebastián Ayala Sanabria; род. 14 сентября 1995 года, Флоридабланка, Колумбия) — колумбийский футболист, полузащитник клуба «Мильонариос».

## Клубная карьера
Айяла родился в городе Флоридабланка, но в два года его родители переехали в Боготу. Там Себастьян начал заниматься футболом в школе клуба «Ла Экидад». 2 июня 2013 года в матче против «Депортес Толима» он дебютировал в Кубке Мустанга. Летом 2014 года для получения игровой практики Аяла на правах аренды перешёл в португальский «Насьонал». 17 августа в поединке против «Морейренсе» он дебютировал в Сангриш лиге. После окончания аренды Аяла вернулся в «Ла Экидад». 26 июля 2017 года подписал контракт с клубом «Мильонариос» на 6 месяцев. 13 августа в матче против своего бывшего клуба «Ла Экидад» он дебютировал за новую команду.

## Международная карьера
В 2015 году Аяла принял участие в молодёжном чемпионате мира в Новой Зеландии. На турнире он сыграл в матче против сборной Катара.

## Достижения
Международные
 Колумбия (до 20)
- Чемпионат Южной Америки по футболу среди молодёжных команд — 2015